# Jacob Bundsgaard
Jacob Bundsgaard, né le 28 février 1976 à Aarhus (Danemark), est un homme politique danois, membre de la Social-démocratie et maire d'Aarhus de 2011 à 2024.

## Biographie
Jacob Bundsgaard suit des études de sciences politiques à l'université d'Aarhus, dont il est diplômé en 2008.
En novembre 2017, il annonce son intention de briguer la présidence de l'association des communes danoises. Il est élu lors du congrès de mars 2018 à Aalborg. Il conserve le poste jusqu'en mars 2022.
En octobre 2024, il annonce sa démission en cours de mandature de son poste de maire, effective le 6 novembre.